# چار اودای‌پور
چار اودای‌پور (به لاتین: Char Udaypur) یک روستا در بنگلادش است که در استان باریسال و در ناحیه باریسال واقع شده است.